# Ромбові скати
Ромбові скати, ще Плахурові скати, Звичайні скати, Раї (Rajidae) — родина скатів ряду Скатоподібні (Rajiformes). Станом на лютий 2022 року описано 162 види в 17 родах.

## Опис
Вони характеризуються широким диском, що має більш-менш ромбоподібну форму й звичайно покритим великими шипами й невеликими шипиками. Грудні плавники доходять до рила або зливаються поперед нього. Спинних плавців, як правило, два. Хвостовий плавець скорочений до маленької перетинчастої складки, а в дорослих іноді зовсім відсутній. Багато видів мають рудиментарні електричні органи з боків хвоста.
Для ромбових скатів типова надзвичайно сильна індивідуальна, вікова й статева мінливість. Молоді особини помітно відрізняються від дорослих пропорціями тіла, ступенем шипованості, будовою зубів й інших особливостей. Самки звичайно значно більші за самців і мають більше широкий диск із більше розвиненими шипами.
Ромбові скати не досягають особливо великих розмірів. Максимальна довжина різних видів перебуває, як правило, у межах від 35 до 180 см. Правда, найбільший з європейських скатів — гладкий скат (Raja batis) — може досягати 2,5 м у довжину й більше 1,5 м завширшки, при вазі 60-74 кг.

## Розповсюдження
Ці скати широко поширені в морях й океанах. Вони особливо характерні для холодноводних (є в Арктиці й Антарктиці) і помірковано тепловодних районах, але зустрічаються й у тропічній смузі, де звичайно живуть на значних глибинах. Більша частина видів цієї родини належить до числа мешканців прибережних мілководь, але є й глибоководні форми. Сім видів відомі, зокрема, із глибини більше 2000 м.

## Розмноження
Всі представники цієї родини розмножуються, відкладаючи на дно яйця, укладені в рогову капсулу. Така капсула забарвлена в темно-каштановий, коричневий або чорний колір і має чотирикутну форму й оснащенна по кутах трубчастими відростками, які в деяких видів сильно подовжені. За допомогою цих відростків капсула прикріплюється до дна. Як показали спостереження в акваріумі, самка звичайно відкладає яйця парами з перервою в 1-5 днів, і загальний період розмноження може бути дуже тривалим. Він триває іноді кілька місяців підряд. Загальне число відкладених капсул, очевидно, сильно варіює в різних видів, становлячи від 4-5 до 50 і більше. Інкубація яєць триває від 4 до 14 місяців.

## Поведінка
Ромбові скати належать до числа донних риб. Стривожені, вони звичайно ще сильніше притискаються до ґрунту, причому забарвлення їх, як й у камбал, може мінятися залежно від кольору поверхні, на якій вони лежать. Улюблене місце перебування цих риб — гладке піщане або черепашникове дно. Удень скати, як правило, малоактивні й спокійно лежать на дні, іноді закопуючись у ґрунт настільки, що на поверхні залишаються тільки очі, бризкальця й частина спини. При зариванні вони використають грудні плавці для того, щоб накидати пісок собі на спину.
У той же час ці скати нерідко піднімаються в товщу води, переслідуючи здобич і іноді навіть спостерігаються на поверхні. Під час плавання вони махають грудними плавцями, як крильми і якщо є потреба можуть пересуватися досить швидко. Полюючи за плаваючою здобиччю, скати не можуть схопити її в результаті прямої атаки, тому що ротовий отвір у них розташовано на нижній стороні голови. У цьому випадку вони спочатку напливають на свою жертву зверху, а потім притискають до дна й заковтують.

## У фауні України
У Чорному морі зустрічається один 1 вид — морська лисиця (Raja clavata) належить до числа видів, широко розповсюджених біля берегів Європи й Північної Африки (від Канарських островів до Норвегії). Уздовж середньої лінії тіла в нього розташований ряд з 24-32 великих шипів.
У цього виду самки досягають 125 см у довжину, а самці — 70—85 см. Морська лисиця тримається звичайно на невеликій глибині, але опускається іноді досить глибоко. У Чорному морі цей скат зустрічається до глибини 100 м. Їжу цього виду становлять риба й десятиногі раки, а також донні молюски. Розмноження відбувається в літню пору, причому самиця відкладає кілька десятків яєць, розвиток яких триває 4,5-5,5 місяці. молодь, що вилупилася, має 12-13 см у довжину й 8 см завширшки. Господарське значення цього скату в наших водах незначне, але в Північному морі він становить деякий прилов у траловому рибальстві.

## Роди
Родина включає такі роди:
- Amblyraja
- Beringraja
- Breviraja
- Dactylobatus
- Dentiraja
- Dipturus
- Hongeo
- Leucoraja
- Malacoraja
- Neoraja
- Okamejei
- Orbiraja
- Raja
- Rajella
- Rostroraja
- Spiniraja
- Zearaja